# Кафтан
Кафтан (на персийски: خفتان), може да се срещне и като кавтан, е „рокля“ за мъже, предимно от персийски, османски или марокански произход. Свързва се като правило с мюсюлманското облекло. Обикновено се закопчава с копчета отпред, пристегнат е в кръста и е дълъг почти до земята.
Широко и направено от груб плат палто, наречено кафтан, описва като част от екипировката си арабският пътешественик ибн Фадлан в своя пътепис от 921 г.
Понякога кафтаните имат златни петлици (от 6 до 8) с пискюли отпред. Изработени са от различни материали като сатен, кадифе, тафта, вълна или памук, а при богатите са и богато украсени. Хипитата по време на 1960-те и 1970-те поради тяхната слабост към източните религии, се обръщат и към кафтана като модно облекло.